# Паста (деревня)
Па́ста — деревня в Ленском районе Архангельской области. Входит в состав Сафроновского сельского поселения.

## География
Находится в юго-восточной части Архангельской области на расстоянии приблизительно 14 км на юго-юго-запад по прямой от административного центра района села Яренск, на левом (южном) берегу Вычегды.

## История
Учтена была еще в 1710 году как деревня с 11 дворами. В 1859 году здесь (деревня Яренского уезда Вологодской губернии) было учтено 20 дворов.

## Население
Численность населения: 140 человек (1859 год), 1 (русские 100 %) в 2002 году, 0 в 2010.

## Памятники
В селе находится охраняемый памятник истории и культуры Архангельской области — дом Селиванова (1856 год).